# Ромишевский, Виталий Иванович
Виталий Иванович Ромишевский  (Ромишовский) — старший научный сотрудник РГО, выполняющий обязанности ученого секретаря Общества в период блокады Ленинграда.
Виталий Иванович Ромишевский родился 16 (28) декабря 1876 года в городе Новая Ушица Подольской губернии. В 1902 году окончил Петербургский университет по специальности «Юрист». В 1918—1924 годах он руководил организационно-инструкторским отделом в Главном архиве, затем c 1924 по 1930 был куратором отдела музейного фонда в Ленинградском отделении Главнауки.
С 1930 года и до конца своей жизни он занимал ответственные позиции в аппарате центральной организации Географического общества. По данным на 1934 год, он действительный член и помощник учёного секретаря ВГО, старший хранитель Музея города.
В июле 1941 года Ромишевский В. И. стал членом Полномочного комитета Географического общества, которому временно были переданы полномочия президиума и совета Общества на время войны. В период блокады В. И. Ромишевский исполнял обязанности ученого секретаря по поручению президиума. Вместе с З. Ю. Шокальской были единственными членами руководства Обществом, остававшимися в Ленинграде все годы войны. С марта 1943 года им помогал профессор И. Д. Жонголович.
С осени 1941 года Ромишевский В. И. переехал жить в здание Географического общества, большая часть которого уже была занята военным госпиталем № 2010. С этого времени, по собственному признанию, стал «несменяемым дежурным».
Виталий Иванович Ромишевский, выполняя свои обязанности в условиях блокады Ленинграда, сделал значительный вклад в сохранение деятельности Географического общества и поддержание духа его членов и сотрудников. Его постоянное присутствие, забота о продовольствии и ведение дневника, отражающего трудности и испытания тех времен, позволяют сделать вывод о его высокой ответственности и преданности своему делу. Дневниковые записи Виталия Ивановича, где помимо сведений о его ежедневных делах по службе оказались отражены наблюдения, чувства и настроения ленинградцев в трудные времена блокады,  стали ценным источником информации о жизни и работе в блокадном Ленинграде.
18 октября 1943 года Виталий Иванович был награждён медалью «За оборону Ленинграда»

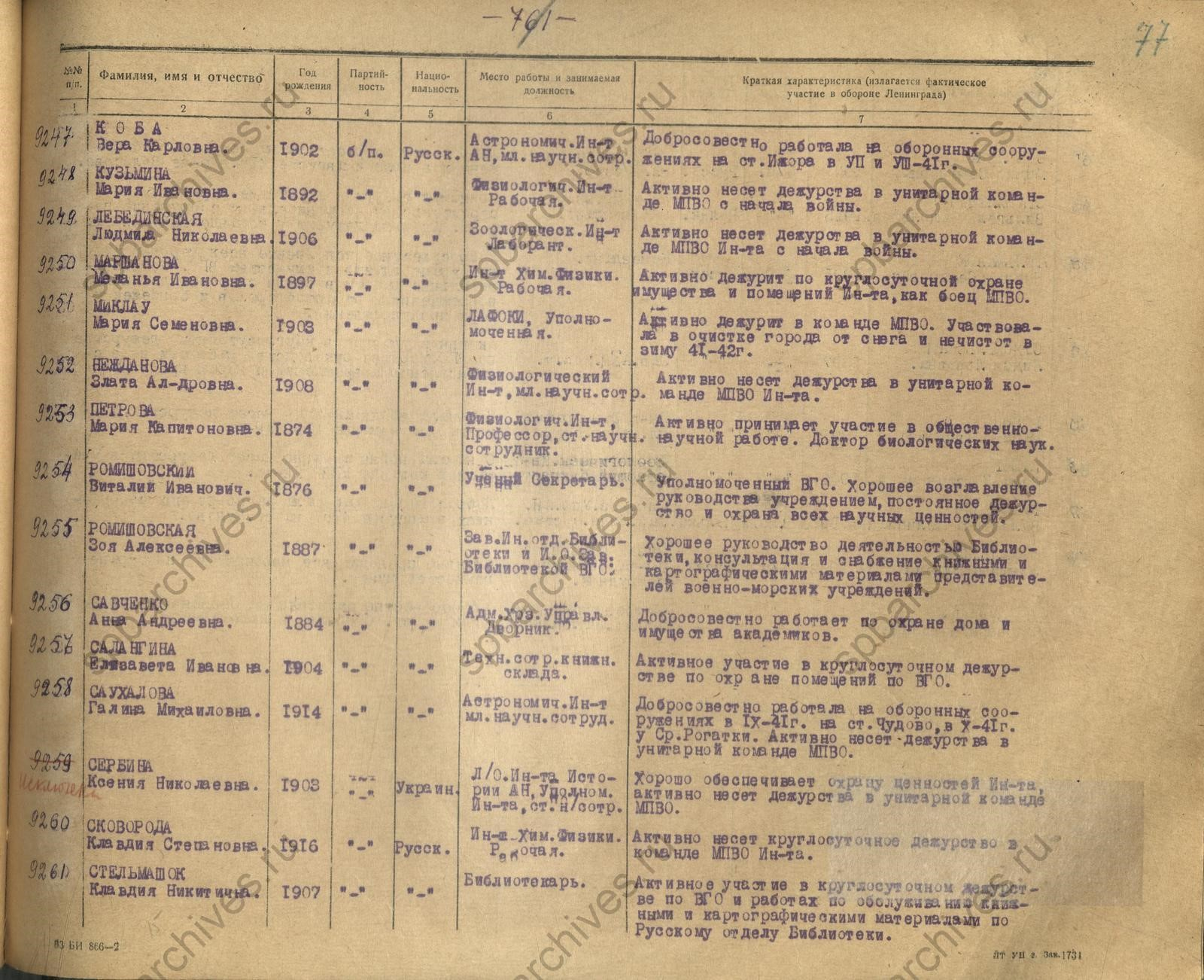
ЦГА СПб ф. Р-7384 оп.38 д.20. Списки рабочих и служащих предприятий и учреждений Василеостровского района, награжденных медалью «За оборону Ленинграда»